# Bad Boys Blue
Bad Boys Blue is een Duits Europop-trio opgericht in Keulen in 1984 door Tony Hendrick, Andrew Thomas, de Britse zanger John Edward McInerney en Trevor Tailor.

## Geschiedenis
Het trio scoorde diverse internationale hits met onder andere You're a Woman, I'm the Man, I Wanna Hear Your Heartbeat (Sunday Girl) en Come Back and Stay.
In 1988 verliet Tailor de groep en werd vervangen door Trevor Bannister. En Bannister op zijn beurt verliet de groep in 1993. De twee overgebleven leden van de groep gingen als een duo verder totdat Mo Russel zich in 1995 bij hen aansloot.
Na 2 jaar geen enkel album uitgebracht te hebben, bracht Bad Boys Blue in 1998 Back uit, met op deze plaat het nieuwe bandlid Kevin McCoy die in de plaats kwam van Russel.
De muziek van Bad Boys Blue is wel vergeleken met die van het Duitse duo Modern Talking.

## Discografie

### Albums
- 1985: Hot Girls, Bad Boys
- 1986: Heart Beat
- 1987: Love Is No Crime
- 1988: My Blue World
- 1989: The Fifth
- 1990: Game of Love
- 1991: House of Silence
- 1992: Totally
- 1993: Kiss
- 1994: Completely Remixed
- 1994: To Blue Horizons
- 1996: Bang Bang Bang
- 1998: Back
- 1999: ...Continued
- 1999: Follow the Light
- 2000: Tonite
- 2003: Around the World
- 2008: Heart & Soul
- 2009: Rarities Remixed
- 2010: 25 (The 25th Anniversary Album) (dubbel-cd + dvd)
- 2015: 30 (dubbel-cd)
- 2018: Heart & Soul (Recharged)
- 2020: Tears Turning To Ice

### Singles
- 1984: L.O.V.E. in My Car
- 1985: You're a Woman
- 1985: Pretty Young Girl
- 1985: Bad Boys Blue
- 1986: Kisses and Tears (My One and Only)
- 1986: Love Really Hurts without You
- 1986: I Wanna Hear Your Heartbeat >Sunday Girl<
- 1987: Gimme Gimme Your Lovin' >Little Lady<
- 1987: Kiss You All Over, Baby
- 1987: Come Back and Stay
- 1988: Don't Walk Away Suzanne
- 1988: Lovers in the Sand
- 1988: Lovers in the Sand (Remix)
- 1988: A World without You >Michelle<
- 1988: A World without You >Michelle< (Remix)
- 1988: Hungry for Love
- 1989: Hungry for Love (Hot-House Sex Mix)
- 1989: Lady in Black
- 1989: A Train to Nowhere
- 1990: Mega-Mix vol. 1 (The Official Bootleg Megamix, vol. 1)
- 1990: How I Need You
- 1990: Queen of Hearts
- 1991: Jungle in My Heart
- 1991: House of Silence
- 1992: I Totally Miss You
- 1992: Save Your Love
- 1993: A Love Like This
- 1993: Kiss You All Over, Baby
- 1993: Go Go (Love Overload)
- 1994: Dance Remixes
- 1994: Luv 4 U
- 1994: What Else ?
- 1995: Hold You in My Arms
- 1996: Anywhere
- 1998: You're a Woman '98
- 1998: The Turbo Megamix
- 1998: From Heaven to Heartache
- 1999: The Turbo Megamix vol. 2
- 1999: The-Hit-Pack
- 1999: Hold You in My Arms
- 2000: I'll Be Good
- 2003: Lover on the Line
- 2003: Baby Come Home
- 2003: Babe
- 2008: Still in Love
- 2009: Still in Love/Almighty Remixes
- 2009: Queen of My Dreams
- 2010: Come Back and Stay Re-Recorded 2010
- 2015: You're a Woman 2015
- 2018: Queen of My Dreams (Recharged)
- 2020: With Our Love (with Bad Boys Blue and Scarlett)
- 2020: Killers
- 2021: Tears Turning To Ice (Remix)

### Compilaties
- 1988: The Best of - Don't Walk Away Suzanne
- 1989: Bad Boys Best
- 1989: Super 20
- 1991: You're a Woman (Star Collection)
- 1991: The Best of
- 1992: More Bad Boys Best
- 1992: More Bad Boys Best vol. 2
- 1993: Bad Boys Blue
- 1993: Dancing with the Bad Boys
- 1994: You're a Woman
- 1998: With Love from... Bad Boys Blue... — The Best of the Ballads
- 1999: Portrait
- 1999: Pretty Young Girl
- 2001: Bad Boys Best 2001
- 2001: The Very Best of
- 2003: In the Mix
- 2003: Gwiazdy XX Wieku - Największe Przeboje
- 2004: Hit Collection vol. 1 - You're a Woman
- 2004: Hit Collection vol. 2 - The Best of
- 2004: The Best of
- 2005: Greatest Hits Remixed
- 2005: Hungry for Love
- 2005: Greatest Hits (dubbel-cd)
- 2006: Hit Collection (3-dubbel-cd)
- 2007: Bad Boys Best
- 2008: The Single Hits (Greatest Hits)
- 2009: Unforgettable
- 2010: Bad Boys Essential (3-dubbel-cd)
- 2014: The Original Maxi-Singles Collection (dubbel-cd)
- 2015: The Original Maxi-Singles Collection Volume 2 (dubbel-cd)
- 2017: The Best of (Poland)
- 2018: «Super Hits 1»
- 2018: «Super Hits 2»
- 2019: «My Star»